# Otto Binz
Otto Binz (* 6. Juni 1869 in Lahr/Schwarzwald; † 18. Juli 1955 in Detmold) war ein überregional bekannter Kunstmaler und Lithograf in Detmold.

## Leben und Werk
Otto Binz wurde am 6. Juni 1869 als Sohn eines Gärtnereibesitzers in Lahr im Westen Baden-Württembergs geboren. Nach dem Schulbesuch absolvierte er eine vierjährige Lithografen-Lehre. 1889 bewarb er sich erfolgreich um eine Arbeitsstelle als Lithograf bei der Lithografischen Kunstanstalt Gebr. Klingenberg in Detmold. Noch im gleichen Jahr begann seine zweijährige Militärdienstzeit beim Infanterie-Regiment Nr. 55 in Detmold. Danach arbeitete er kurze Zeit bei der Druckerei Otto Bachmann in Bad Saulgau und kehrte 1893 nach Detmold zurück. Bei Klingenberg arbeitete er in der Folge 40 Jahre lang bis zum Eintritt in den Ruhestand im Jahr 1933. Otto Binz starb 1955 in Detmold und wurde dort auch begraben.
Neben seiner beruflichen Tätigkeit als Lithograf betätigte sich Binz als freischaffender Künstler. Er schuf zahlreiche Landschaftsbilder in Öl-, Pastell- und Aquarelltechnik. Seine Motive suchte er sich vorwiegend in der näheren Umgebung Detmolds und seine Werke erfreuten sich schon zu seinen Lebzeiten großer Beliebtheit. Sogar der lippische Fürst Leopold IV. gehörte zum Käuferkreis seiner Bilder. 1916 bekam Otto Binz den Fürstlich Lippischen Orden für Kunst und Wissenschaft 3. Klasse von Leopold IV. verliehen.